# Pfarrkirche Vrin

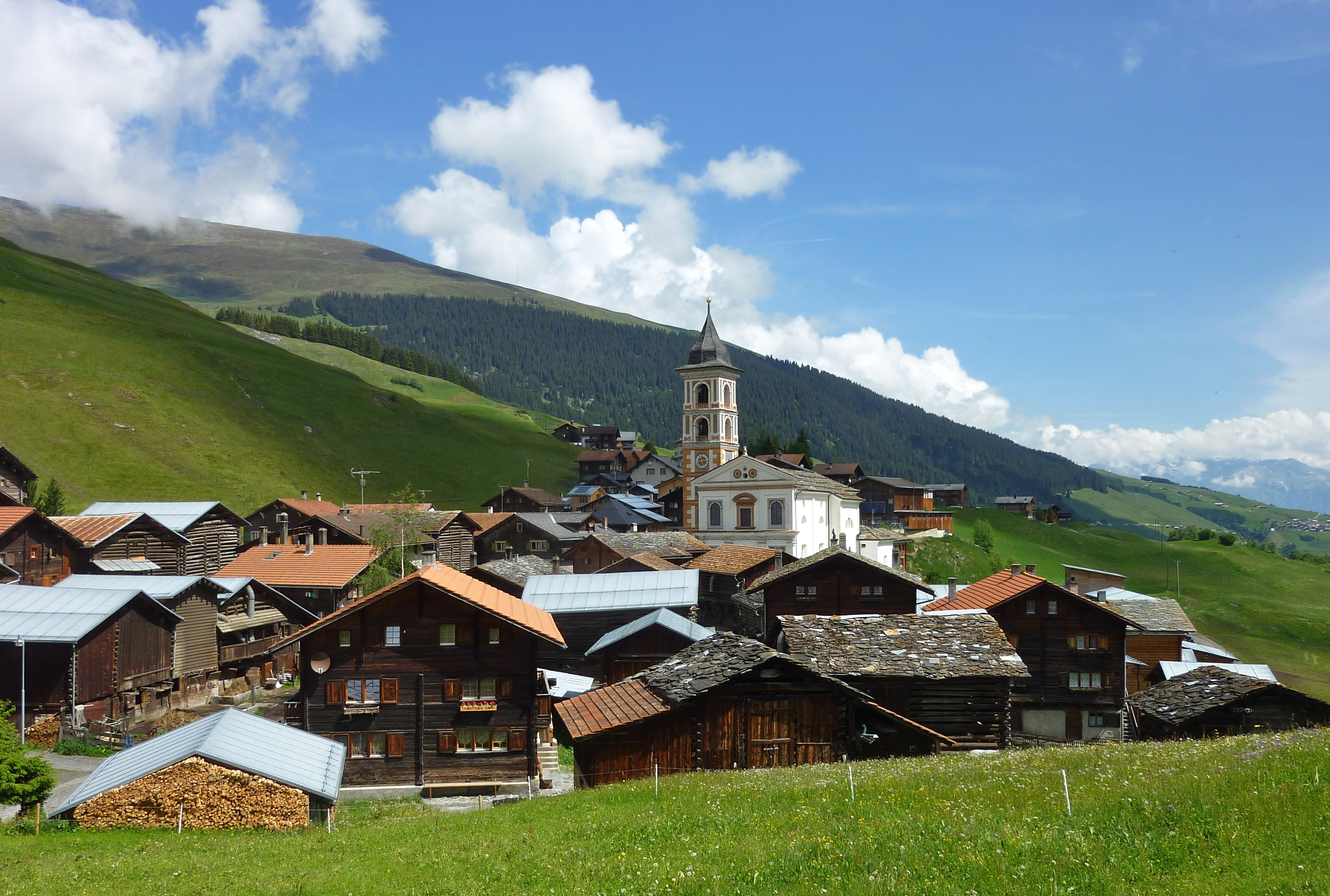
Die Pfarrkirche mitten im Dorf

Die katholische Pfarrkirche Mariä Geburt und Johannes Baptist in Vrin in der Gemeinde Lumnezia im Kanton Graubünden in der Schweiz ist von weit her sichtbarer, grosser Saalbau in italienischem Baustil im Val Lumnezia.

## Geschichte
Die Kirche wird 1345 erstmals erwähnt. 1504 wurde sie umgebaut.  1689–94 errichtete der Architekt Antonio Beroggio aus Roveredo einen Neubau mit frei stehendem Turm mit zwei Glockengeschossen und geschweiftem Helm. Restaurierungen erfolgten 1919 und 1979 bis 1984.

## Bau

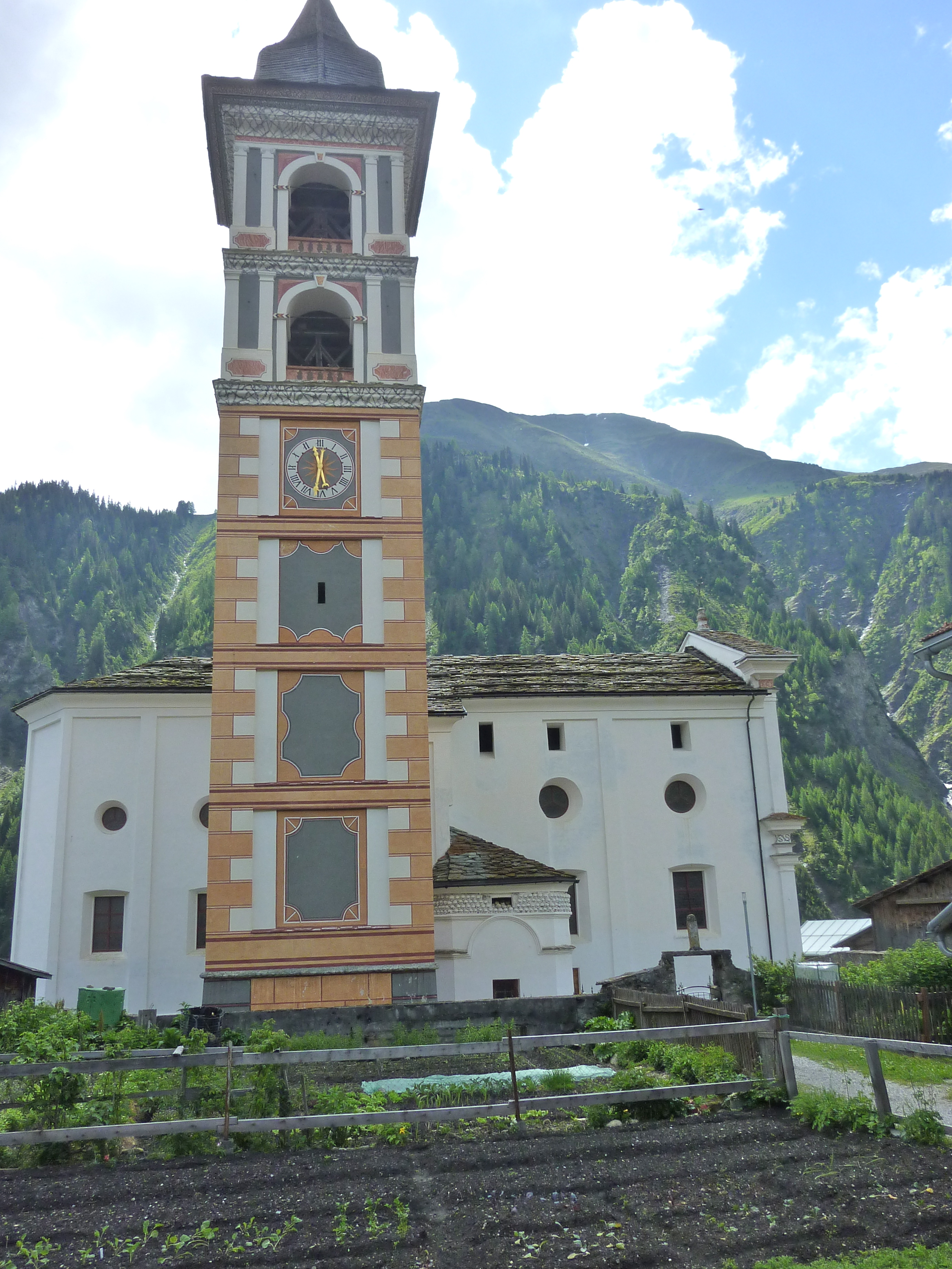
Ansicht von Norden

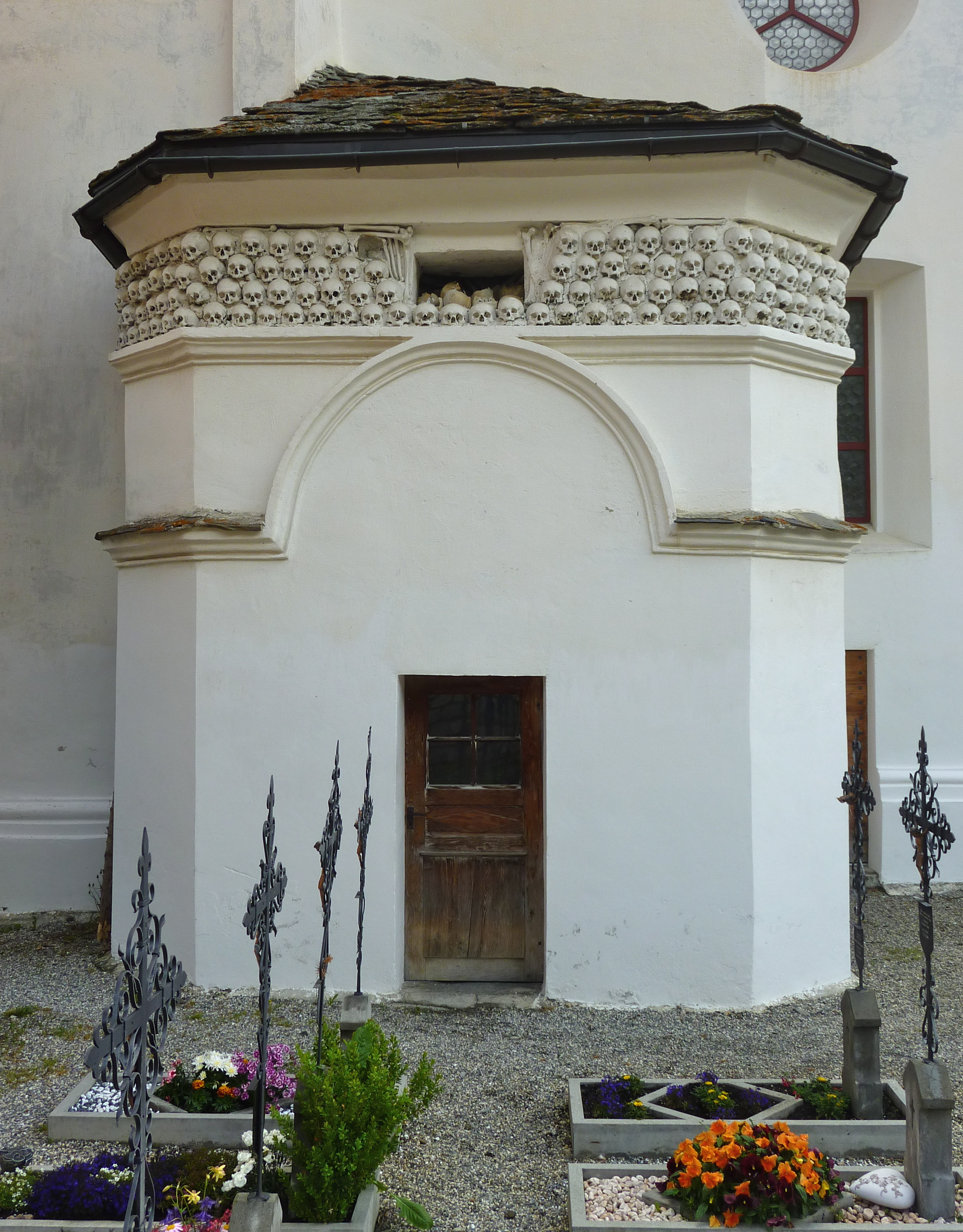
Beinhaus

Die Kirche in Vrin ist ein Barockbau mit zwei querschiffartigen Seitenkapellen und geschlossenem Chor. Anlässlich der letzten Restaurierungen wurde die auch die polychrome Aussenbemalung restauriert und ergänzt. An der Nordseite steht ein Beinhaus mit einem Fries aus Totenschädeln unter dem Dachansatz. Der kleine Renaissance-Altar in seinem Innern stammt aus der ersten Hälfte des 17. Jahrhunderts.
Das Äussere ist dur Lisenen in fünf Abteile aufgeteilt. Das Kircheninnere wird von einem Tonnengewölbe gedeckt. Die Stuckarbeiten im italienischen Stil stammen vermutlich von Giovanni Battista Broggio und konzentriert sich auf die Kapellengewölbe. Die DeckenmalereiHochparterre_(Zeitschrift_und_Verlag)en sind von Christoph Guserer.
Die Marienbilder in den Deckenmedaillons sind von Johann Christoph Guserer aus der Zeit um 1700. Der zweigeschossige Hochaltar wurde vermutlich 1710 von Johannes Ritz erstellt.
Der reich geschnitzte Chorgestühl sind aus der Zeit um 1700, die stuckierten Seitenaltäre von 1697. Die Pietà vor dem linken Seitenaltar stammt aus dem Jahr 1504.
Der achteckige Taufstein stammt aus dem 15. JahrHochparterre_(Zeitschrift_und_Verlag)hundert, der hölzerne Aufsatz aus dem Anfang des 18. Jahrhunderts und die Kanzel von 1709.

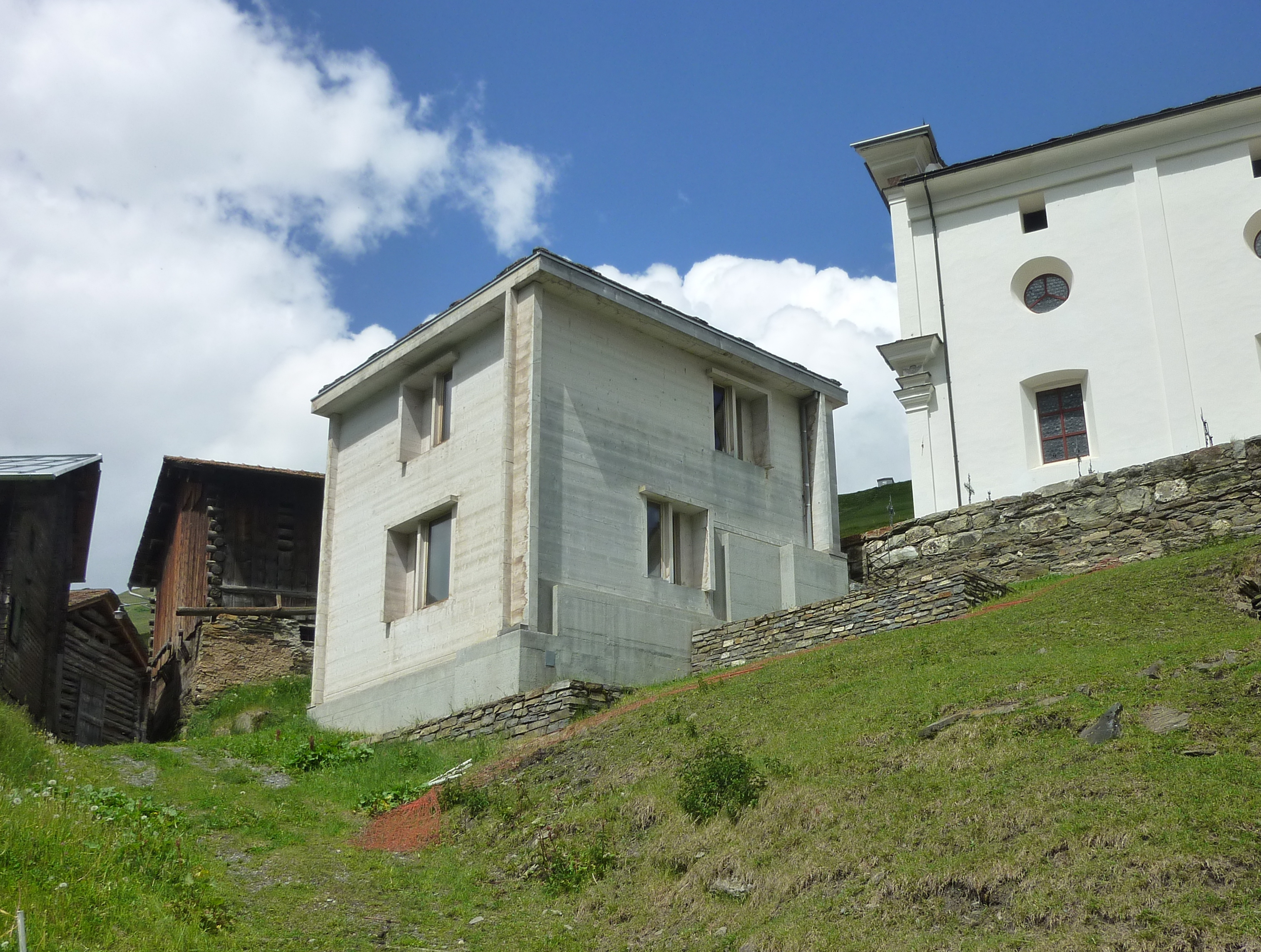
Totenstube von G. A. Caminada

Das Totenhaus unterhalb der Kirche wurde 2003 von Gion A. Caminada in Zusammenarbeit mit der Bevölkerung entwickelt.

## Bilder

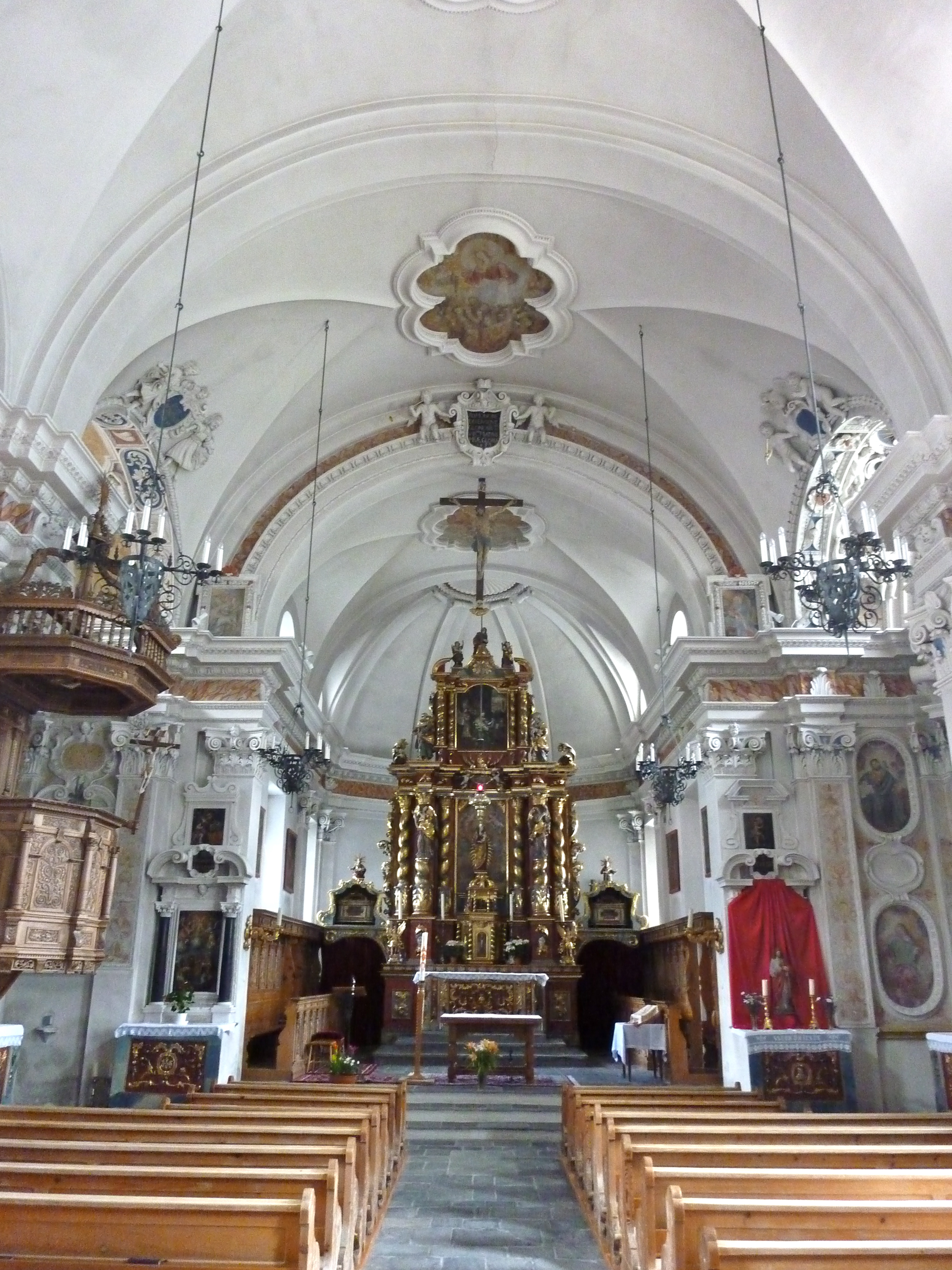
Innenraum
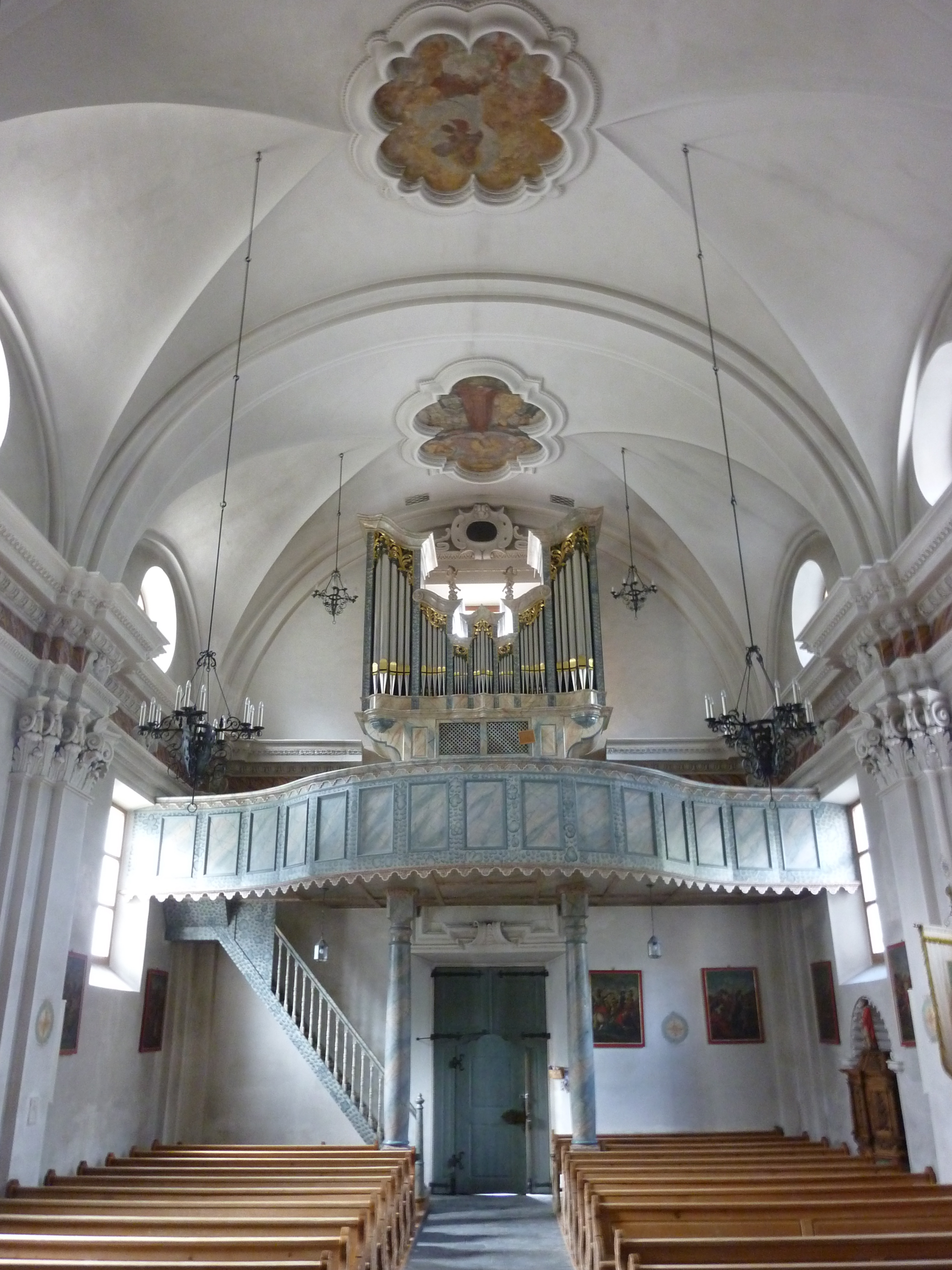
Empore
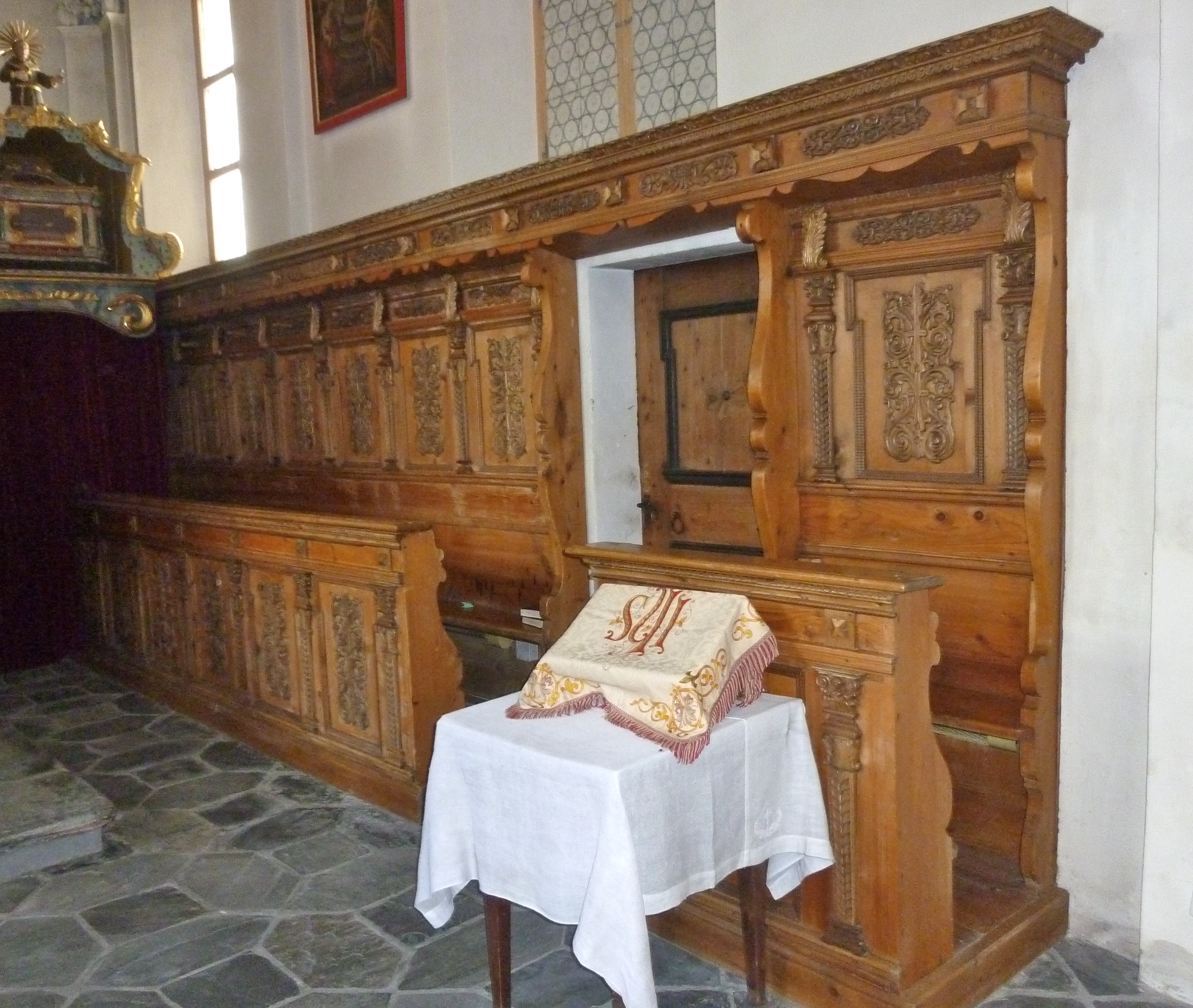
Chorgestühl
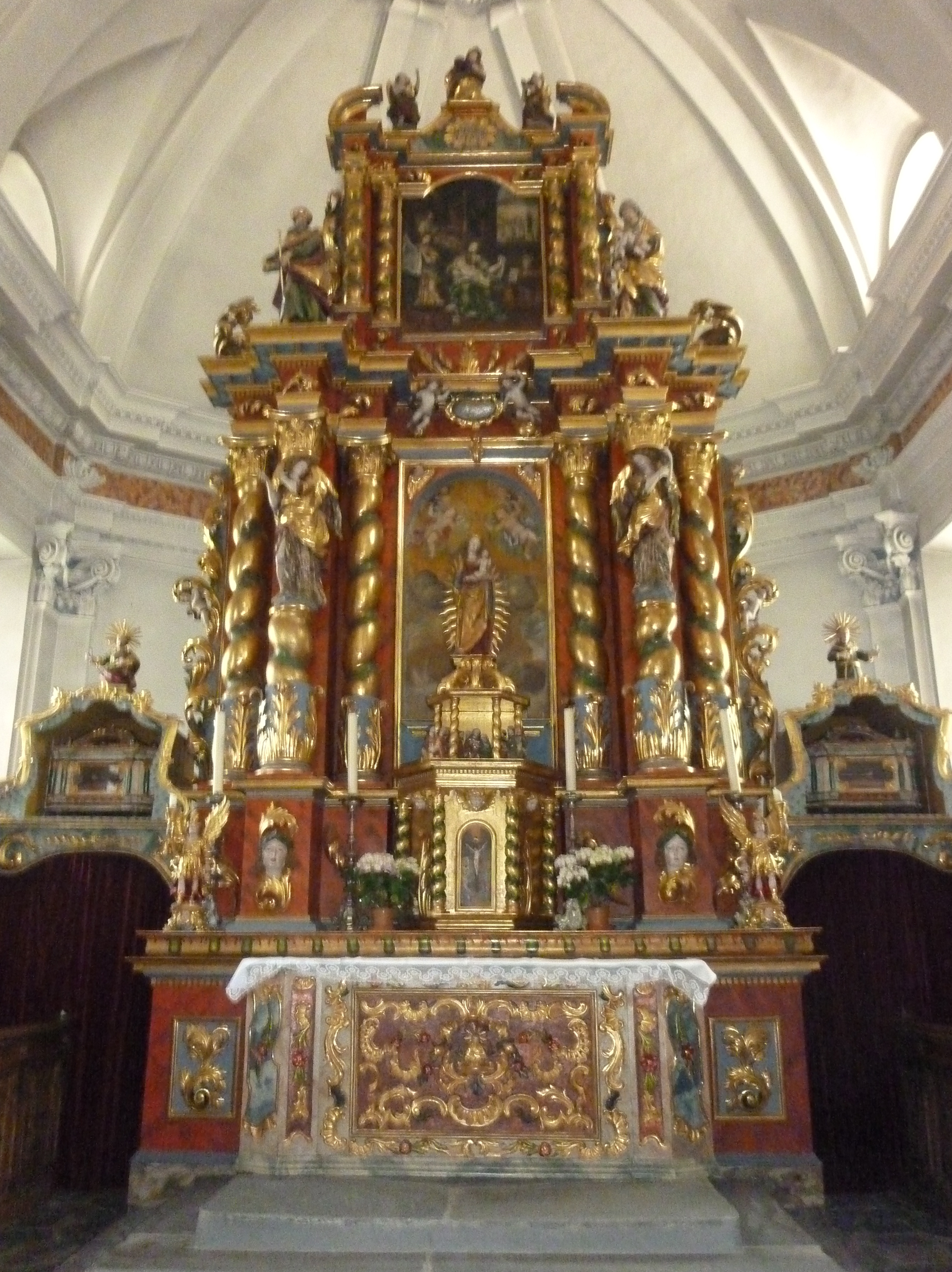
Hochaltar